# Lorenzenberg (Aßling)
Lorenzenberg ist ein Ortsteil der oberbayerischen Gemeinde Aßling im Landkreis Ebersberg.

## Lage
Das Kirchdorf liegt nordwestlich des Kernortes Aßling an der Einmündung der Staatsstraße 2089 in die Staatsstraße 2079. Unweit südwestlich fließt der Schlierbach, ein linker Zufluss der Moosach.

## Sehenswürdigkeiten
In der Liste der Baudenkmäler in Aßling sind für Lorenzenberg zwei Baudenkmäler aufgeführt: 
- Die katholische Filialkirche St. Laurentius ist ein kleiner romanischer Saalbau mit stark eingezogenem quadratischem Chor und nördlichem Flankenturm. Der Bau aus der Zeit um 1200 besteht aus verputzten Tuffsteinquadern. Der Sakristeianbau stammt aus dem Barock und das neugotische Turmoberteil aus dem 19. Jahrhundert. Zum Baudenkmal gehört die aus dem 18. Jahrhundert stammende Friedhofsmauer aus verputztem Bruchstein.
- Der ehemalige Bauernhof (Bachstraße 9), eine zweigeschossige Einfirstanlage mit Kniestock, flachem Satteldach und reichem Bundwerk, stammt aus dem 18. Jahrhundert.